# Walrusklasse

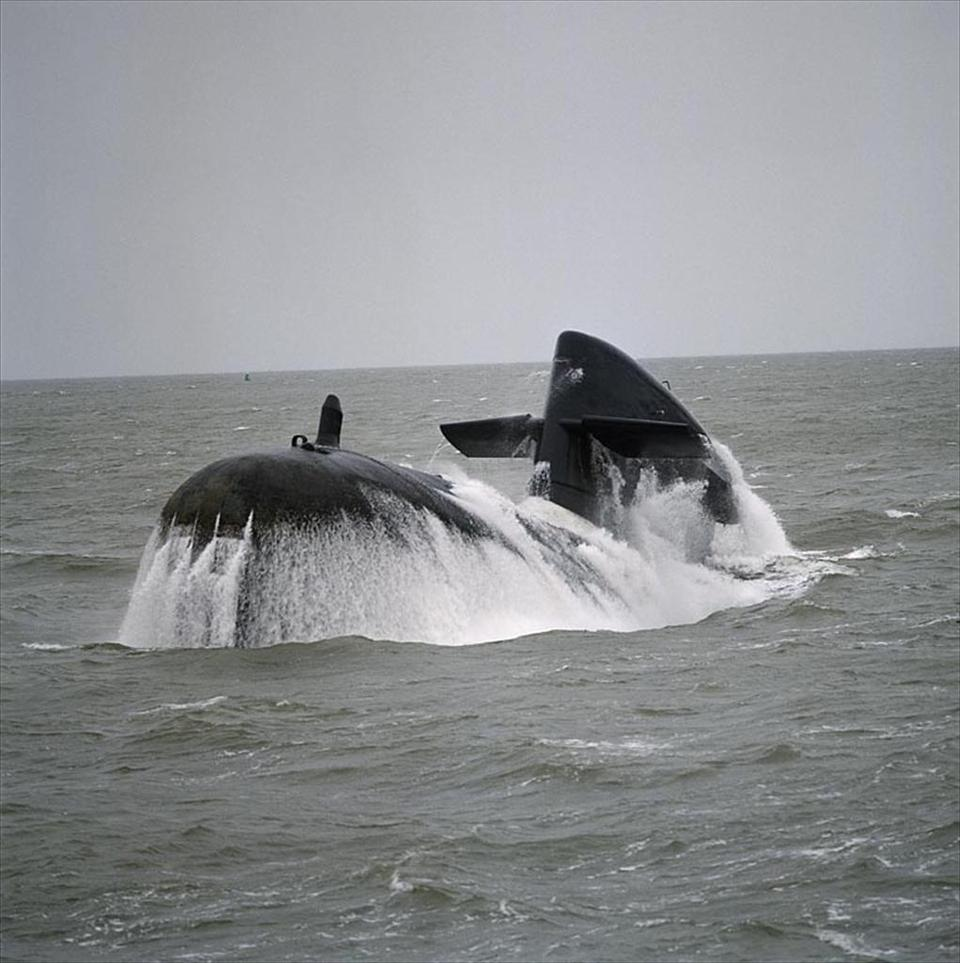
Een onderzeeboot van de Walrusklasse komt boven water

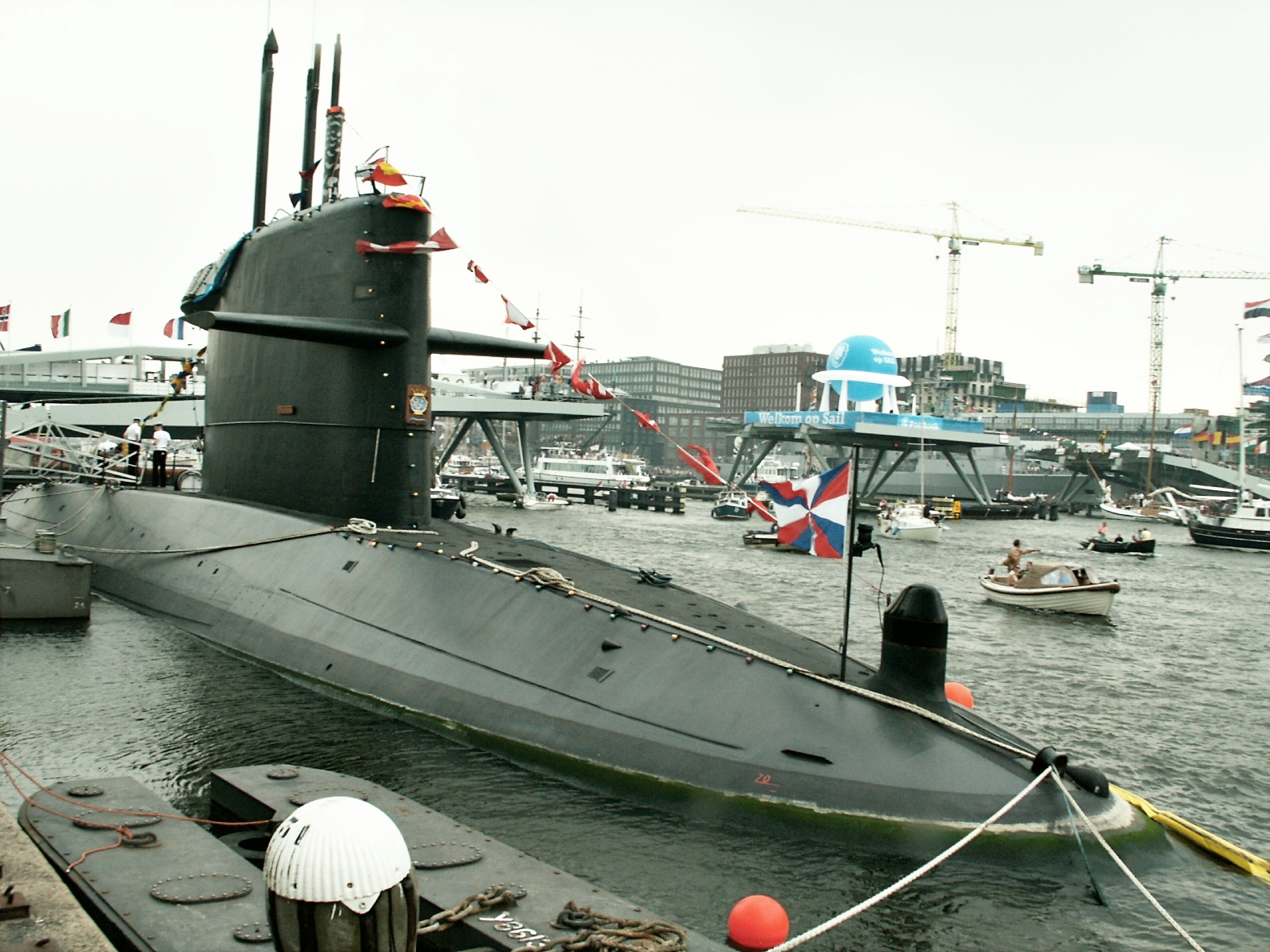
De Zeeleeuw tijdens SAIL 2005 in Amsterdam

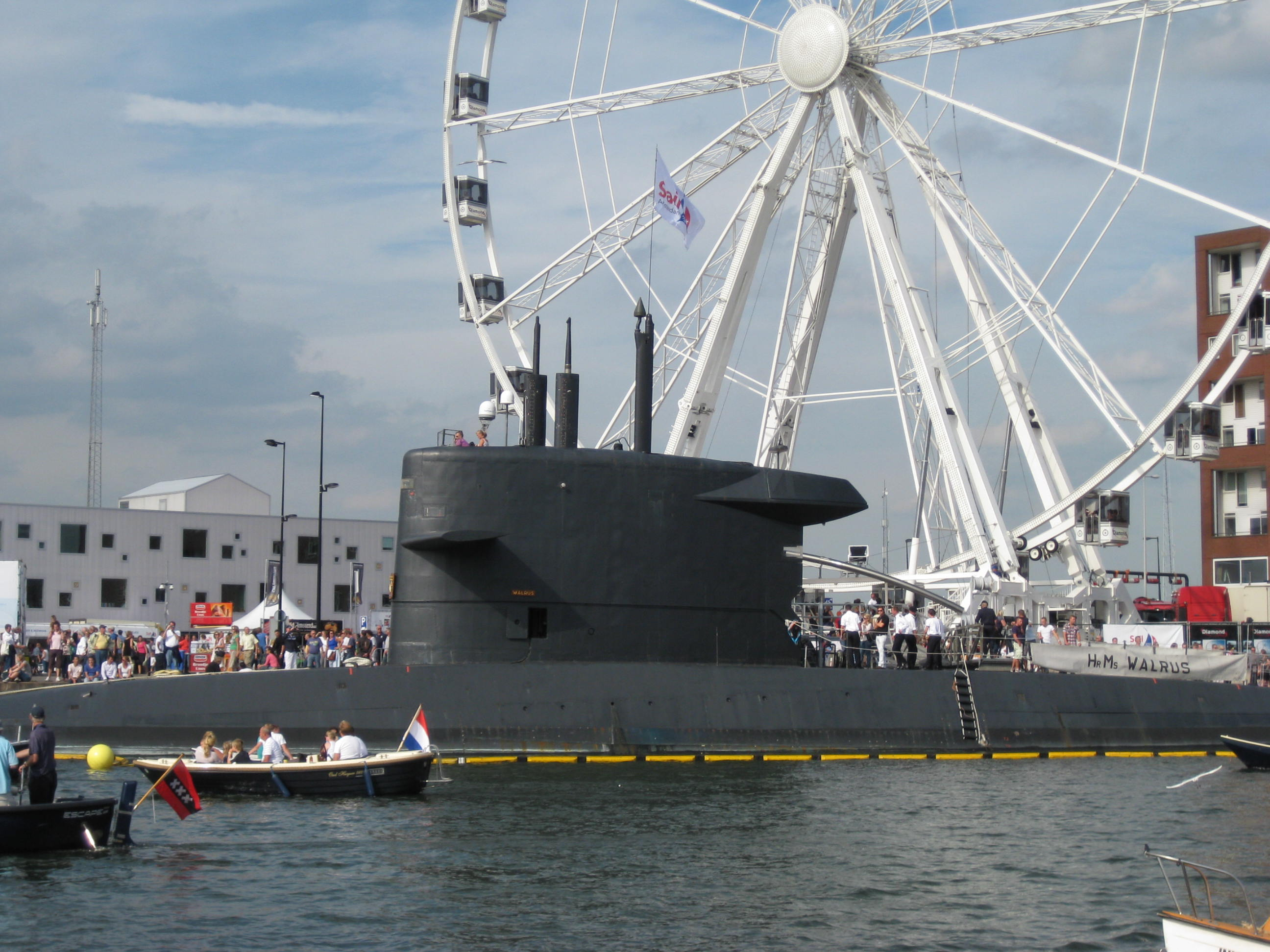
De Walrus tijdens Sail Amsterdam 2010

De Walrusklasse is een serie van vier in Nederland gebouwde onderzeeboten. Ze vormt de gehele onderzeebootvloot van de Koninklijke Marine. Defensie wil de vier onderzeeboten tussen 2027 en 2031 gaan vervangen.

## Boten
| Pennantnummer | Naam            | In dienst | Uit dienst |
| ------------- | --------------- | --------- | ---------- |
| S802          | Zr.Ms. Walrus   | 1992      | 2023       |
| S803          | Zr.Ms. Zeeleeuw | 1990      |            |
| S808          | Zr.Ms. Dolfijn  | 1993      |            |
| S810          | Zr.Ms. Bruinvis | 1994      |            |

## Achtergrond
In de defensienota 1974, die voor de volgende 10 jaar de plannen voor de Nederlandse defensie omschreef, werd vastgelegd dat binnen die periode de twee oudste onderzeeboten (Dolfijnklasse) vervangen zouden worden.
In 1978 werden deze onderzeeboten besteld bij RDM in Rotterdam.
Het ontwerp werd gebaseerd op dat van de Zwaardvisklasse, een – toen nog – tamelijk recent type, waarvan er in 1972 twee in dienst waren genomen. De kosten waren begroot op 460 miljoen gulden. Tussentijds werd het ontwerp echter diverse malen aangepast. Op enig moment moest tijdens het ontwerp de onderzeeboten met een spantlengte worden verlengd om voldoende ruimte voor de systemen te kunnen maken.

## Kosten
Omdat er veel aanpassingen in het ontwerp zijn gedaan, liep de bouwtijd uit en werd het budget fors overschreden. In 1986 werd bekend dat de onderzeeboten tot dan toe 940 miljoen gulden zouden kosten. Ongeveer de helft van die overschrijding was inflatiecorrectie, het resterende deel door slechte planning en steeds bijgestelde eisen van de kant van de marine. Dit is bekend geworden als de Walrus-affaire. Ondanks de kostenoverschrijding werd later een vervolgorder voor nog twee onderzeeboten geplaatst voor de vervanging van de Potvisklasse onderzeeboten. De Zwaardvisklasse zelf is niet vervangen.
Vanwege een brand tijdens de afbouw van de Walrus, kwam het zusterschip de Zeeleeuw als eerste in dienst.

## Dieselelektrisch
De Walrusklasse bestaat uit zogenaamde conventionele onderzeeboten. Dat wil zeggen dat de aandrijving niet-nucleair is. De aandrijving wordt geleverd door een elektromotor, gevoed uit accu's. Varend aan, of dicht onder, de oppervlakte zorgt een dieselmotor voor het opladen van de accu's. Om de diesels tijdens varen vlak onder de zeespiegel te voorzien van lucht, zijn deze onderzeeboten voorzien van een snuivermast, een Nederlandse vinding uit de jaren dertig.

Inmiddels is de ontwikkeling van systemen met luchtonafhankelijke aandrijving voldoende gevorderd om inbouw in onderzeeboten mogelijk te maken. Er is overwogen de Walrusklasse bij een komende modernisering te voorzien van zo'n systeem, maar daar is uiteindelijk van afgezien.

## Instandhouding en vervanging
Het ontwerp van de onderzeeboten van de Walrusklasse is gebaseerd op een levensduurverwachting van 25 jaar, waarbij halverwege die periode een Capability Upkeep Program (CUP) noodzakelijk zou zijn voor de modernisering
van sensoren, wapens en commandosystemen. Doordat de onderzeeboten in de praktijk meer in kustwateren – en dus op minder grote diepte – ingezet worden, is de fysieke belasting van de romp minder groot dan oorspronkelijk verwacht werd. De levensduurverwachting van de onderzeeboten is daarom verhoogd tot 35 jaar, waardoor ze ten minste tot 2025 in gebruik kunnen blijven.
Door herschikking van prioriteiten werd de oorspronkelijk voor 2002 voorziene CUP eerst uitgesteld en vervolgens vervangen door een minder omvangrijk 'Instandhoudingsprogramma Walrusklasse', het IP-W. Hierbij worden de onderzeeboten voorzien van een nieuw Combat Management Systeem, van waaruit de sensoren en wapens worden bediend. Ook worden de boten voorzien van een Super High Frequency (SHF)-satellietcommunicatiesysteem, waardoor de communicatie met de Defensienetwerken zal verbeteren. Als uitvloeisel hiervan zal de bestaande bakboord communicatiemast worden vervangen. Het IP-W zal in de periode 2013-2020 uitgevoerd worden. Vanaf medio 2014 wordt als eerste de Zeeleeuw gemoderniseerd. De Zeeleeuw is inmiddels uit IP-W en heeft diverse beproevingen succesvol ondergaan.
Het ministerie van Defensie heeft begin 2015 duidelijk gemaakt dat vanaf 2025 de huidige onderzeeërs zullen worden vervangen. Voor deze dieselelektrische onderzeeërs is aanvankelijk 2,5 miljard euro gereserveerd. Aangezien sinds 1994 er geen onderzeeërs meer worden gemaakt door Nederland heeft defensie aan verschillende bouwers een ontwerp gevraagd om aan de hand daarvan te beslissen. Twee jaar later maakt het ministerie bekend de vier onderzeeboten van de Walrusklasse tussen 2027 en 2031 te gaan vervangen. Ze hebben dan 35 jaar dienst gedaan en zijn daarmee aan het einde van hun levensduur. De nieuwe klasse zal Orkaklasse heten en dit zijn conventioneel aangedreven onderzeeboten van de Franse Suffrenklasse.

## Export
De bouwende scheepswerf heeft diverse malen geprobeerd onderzeeboten aan andere marines te verkopen. Hoewel de Nederlandse politiek daar in beginsel welwillend tegenover stond, heeft men zich in een aantal gevallen (Taiwan) huiverig betoond met het verlenen van exportvergunningen, door eerdere slechte ervaringen met de verkoop van onderzeeboten aan het buitenland. Met name de Volksrepubliek China protesteerde tegen deze order.

## Beoordeling
Tijdens een oefening in 1999, waaraan de marines van een aantal landen deelnamen, presteerde de Walrus goed. Negen schepen, waaronder het Amerikaanse vliegdekschip Theodore Roosevelt, werden "tot zinken" gebracht. De onderzeeboot kon ongemerkt ontsnappen.